# Керу
Керу (каз. Керу, до 199? г. — Новоалександровка) — аул в Кордайском районе Жамбылской области Казахстана. Входит в состав Каракемерского сельского округа. Код КАТО — 314839200.

## Население
В 1999 году население аула составляло 420 человек (200 мужчин и 220 женщин). По данным переписи 2009 года, в ауле проживали 304 человека (152 мужчины и 152 женщины).